# Campo de concentración de Alcalá de Henares
El Campo de Concentración de Alcalá de Henares fue un centro de detención de excombatientes republicanos y simpatizantes de la Segunda República española creado el 31 de marzo de 1939,  ubicado en las inmediaciones de la ciudad que lleva en su nombre, por el Bando sublevado tras la Guerra Civil Española. El campo fue uno de los pocos emplazamientos, de este tipo, estables y llegó a albergar a más de 3.700 prisioneros hasta su disolución y posterior reconversión en "Talleres Penitenciarios para la Redención de la Pena de Alcalá" en diciembre de 1939.
Antes de establecerse el Campo de Concentración de Alcalá de Henares por el bando franquista operó bajo el control del Gobierno de la República como campo de trabajo y concentración bajo diferentes nombres desde agosto de 1934 hasta pocos días antes de la toma de la localidad por las tropas del Bando Nacional en 1939.

## Contexto y ubicación
El Campo de Concentración de Alcalá de Henares ocupó el mismo lugar desde su inauguración, en agosto de 1934, como Casa de Trabajo de Alcalá de Henares y bajo el control del Gobierno de la República. El campo de concentración estaba ubicado en el extremo noreste del núcleo urbano de Alcalá de Henares, en el terreno que antaño fue la Prisión Central de Mujeres de Alcalá de Henares. Al momento de redacción del texto, las instalaciones del campo de concentración de Alcalá de Henares forman parte del Acuartelamiento "Primo de Rivera", desde la que opera la Brigada Paracaidista del Ejército de Tierra.

## Introducción
El Campo de Concentración de Alcalá de Henares fue un centro de concentración que estuvo operativo bajo el mando del bando nacional desde el 31 de marzo de 1939 hasta el mes de diciembre de ese mismo año.
La historia del Campo de Concentración de Alcalá de Henares comienza el 5 de agosto de 1933 con la publicación en la Gaceta de Madrid, actual Boletín Oficial del Estado, de la Ley de Vagos y Maleantes de 4 de agosto de 1933. Con la entrada en vigor de la, anteriormente mencionada, ley y para evitar el colapso del sistema penitenciario se decretó la construcción de múltiples centros para albergar, tratar, reeducar y, posteriormente, reinsertar a la población reclusa procesada bajo dicha Ley. Con este motivo, en agosto de 1934, se inaugura oficialmente la Casa de Trabajo de Alcalá de Henares; que fue el primero de los múltiples centros de reclusión, concentración, trabajo y tratamiento que, a consecuencia de la Ley de Vagos y Maleantes, se crearon por todo el territorio nacional hasta el comienzo de la Guerra Civil Española.

## La Ley de Vagos y Maleantes de 1933 y los Campos de Concentración
La abolición de la monarquía en España y la proclamación de la Segunda República española supuso la entrada de España en una época breve marcada por las intentonas reformistas, las ideologías progresistas, la instabilidad y el deseo de mejorar las condiciones de vida de la población.
La inestabilidad que sufría la España de la época y el desempleo tuvieron como consecuencia el aumento de la mendicidad, el paro y la criminalidad. Motivados por esta situación, el Gobierno de la República, en consenso con la totalidad de grupos políticos con representación parlamentaria, el 4 de agosto de 1933 aprueba la Ley de Vagos y Maleantes. Dicha ley, con su publicación en la Gaceta de Madrid, el 5 de agosto de 1933 quedó oficialmente promulgada.
La ley, conocida como 'La Gandula' por la población, tenía múltiples objetivos. Además de alejar de los núcleos urbanos a la población desempleada y en situación de calle, 'La Gandula', pretendía una reforma del código penal para dotar al Estado de mecanismos preventivos de la delincuencia. Del mismo modo buscaba acabar con el resto de "conductas antisociales inclinadas al delito" y con las problemáticas como la adicción, la morosidad, el juego o la prostitución, entre otras.
Transcurrido solo un mes desde la aprobación del texto eran ya 2.400 los expedientes condenatorios abiertos gracias a la misma. Para evitar la sobrepoblación de las prisiones y el colapso del sistema penitenciario, el Gobierno de Alejandro Lerroux aprobó la creación de 4 campos de concentración, tres de los cuales se establecerían en territorio peninsular y el cuarto en la isla de Annabón (Guinea Ecuatorial). Los campos de concentración dentro del territorio peninsular se situaron en Burgos, Cádiz y Alcalá de Henares.

### 1934 a 1936: La Casa de Trabajo de Alcalá de Henares
La Casa de Trabajo de Alcalá de Henares fue la primera de los tres campos que se inauguraron para albergar a la población reclusa procesada por 'La Gandula'.
La Casa de Trabajo de Alcalá de Henares estuvo operativa desde agosto de 1934 hasta los primeros meses de la Guerra Civil, en las instalaciones que antaño funcionaron como la Prisión Central de Mujeres de Alcalá de Henares, que fue reformada y restaurada para éste fin. La Casa de Trabajo de Alcalá de Henares, así como las demás instalaciones de su tipo, se encontraban enmarcadas en la Dirección General de Prisiones.  De la vigilancia y control de los presos se encargaban 50 funcionarios públicos, 25 de ellos eran funcionarios de Prisiones y los otros tantos pertenecientes al Cuerpo de Seguridad de Cárceles y Prisiones.
La cifra de presos que pasaron por éste campo de trabajo no está clara. La Revista Gráfica "Estampa", el 18 de agosto de 1934, publicaba un artículo, transcurridos unos pocos días desde la inauguración, sobre la Casa de Trabajo en el que cifraba en más de 300 el número de presos. El artículo continuaba detallando la duración de las sentencias que cumplían los reos, 170 de los reclusos, cumplían penas de 5 años de duración, 84 de los restantes cumplían sentencias de 3 años de duración y los demás cumplían condenas de entre uno y dos años de duración. En el momento en que La Casa de Trabajo de Alcalá de Henares fue inaugurada, en la cárcel de Madrid se encontraban ya condenados por esta ley 360 individuos, en la prisión de Guadalajara 240 y más de 2.400 repartidos por todas las cárceles de la península estaban presos gracias a esta ley.De entre todas las conductas recogidas en el texto son los comerciantes de mujeres, referidos como jugadores de ventaja y rufianes en el texto de la ley, los que menor número de condenas recibieron por su alto poder adquisitivo y para el 18 de agosto de 1934 solo se conocían la condena de 9 individuos procesados por estas conductas.
En el campo de Alcalá de Henares, al igual que en el resto de centros de esta índole, los presos recibían visitas de familiares y amigos semanalmente, así como de abogados, y tenían la opción de comunicarse epistolarmente con el exterior.
La apertura de la colonia en Alcalá de Henares fue cubierta por los medios de la época, así como del resto de colonias que poco después quedaron inauguradas. En La Casa de Trabajo de Alcalá de Henares, según lo dispuesto en la ley y el posterior reglamento de 1935, los presos estaban obligados a la realización de trabajos forzados, de carácter físico, en los terrenos agrícolas de la propia Casa de Trabajo. Además de trabajar los campos de cultivo, los presos se ocupaban de la cocina que daba de comer a todos ellos, de las labores de limpieza de los espacios comunes y del mantenimiento del terreno, herramientas e infraestructuras de riego que poseía La Casa de Trabajo.

## 1936 a 1939: El Campo de Trabajo N.º 3 de Madrid
A consecuencia del estallido de la Guerra Civil en España, ambos bandos comenzaron a requerir de espacios de reclusión tanto de combatientes como de opositores políticos y desafectos a sus respectivas causas. Para dar respuesta a esta necesidad, el Gobierno de Manuel Azaña firma, el 27 de diciembre de 1936, un decreto, que se publica en la Gaceta de la República, junto con Francisco Largo Caballero, Presidente del Consejo de Ministros de la República, por el que se ordena la creación de campos de trabajo para el empleo de la población reclusa en la construcción de obra pública, explotación de los campos agrícolas propiedad del estado y demás actividades que le sean útiles al gobierno de la república.
Durante la contienda, en el Campo de Trabajo n.º3 de Madrid, se encarceló a un numero incierto de militantes derechistas y desafectos al Gobierno de la República. Con arreglo a lo que disponía el decreto del 27 de diciembre de 1936, los prisioneros del Campo de Trabajo N.º3 se emplearon para las obras de fortificación de la zona de Nuevo Baztán incluidos en los batallones de Trabajo dispuestos para tal fin. 
El Campo de Trabajo N.º 3 de Madrid estuvo en funcionamiento desde el 27 de diciembre de 1936, fecha en que se decreta la creación de los Campos de Trabajo por la república en el marco de la contienda, hasta marzo de 1939, concretamente hasta unos pocos días antes de la toma de Alcalá de Henares por parte del Bando nacional. Siendo la toma de la localidad madrileña de Alcalá de Henares algo inevitable, y sabiéndose perdida la guerra por el bando republicano, unos días antes de hacerse efectiva la toma quedan en libertad todos los reclusos que en ese momento estaban internos en el Campo de Trabajo N.º 3 de Madrid. Estos mismo presos, al ser liberados, fueron quienes destruyeron en su practica totalidad las instalaciones de las que acababan de ser liberados y al llegar las tropas franquistas encontraron de esta forma lo que pocos días antes había sido el Campo de Trabajo N.º3 de Madrid.

## 1939: El Campo de Concentración de Alcalá de Henares
Con la liberación de los presos franquistas del Campo de Trabajo N.º3 de Madrid y la toma de Alcalá de Henares, por las tropas del Bando nacional, en marzo de 1939 las autoridades franquistas comenzaron las obras de reconstrucción de las instalaciones del campo de trabajo destruido por sus antiguos presos. Concluidas las obras de reconstrucción, en el mismo mes de marzo de 1939, se reabren las instalaciones bajo el nombre de Campo de Concentración de Alcalá de Henares y en posesión del bando vencedor. Durante el año en que el Campo de Concentración de Alcalá de Henares estuvo operativo, en calidad de campo de concentración franquista estable, por él pasaron, según los datos provisionales que se recogen el libro de Carlos Hernández de Miguel "Los campos de concentración Franco: Sometimiento, torturas y muerte tras las alambradas", cerca de 3.700 republicanos estuvieron presos en el Campo de Concentración de Alcalá de Henares.
La cifra de fusilados aún es incierta, Carlos Hernández de Miguel solo ha podido confirmar y documentar 87 ejecuciones, pero el hallazgo de una fosa con restos humanos sin identificar en el interior del Acuartelamiento "Primo de Rivera" el 11 de febrero de 2008, de la que se hizo eco El País, hace pensar a los historiadores que la cifra podría ser mucho mayor.
El de Alcalá de Henares fue uno de los 298 campos de concentración franquistas, que han podido ser confirmados, recogidos en la obra de Carlos Hernández de Miguel, obra de referencia en la materia. Según sus cifras, por los campos de concentración franquistas pasaron entre 700.000 y 1.000.000 de españoles y muchos miles de ellos hoy todavía se encuentran en fosas, solo se han podido confirmar 6.000 ejecuciones en una quincena de campos de concentración.

## 1939 a 1948: Talleres Penitenciarios de Alcalá de Henares
En diciembre de 1939 la mayoría de los presos comunes, aquellos sin delitos de sangre probados, fueron puestos en libertad y aquellos que, por tener delitos de sangre probados durante el conflicto o que fueron internados tras la conclusión de la guerra civil, no fueron puestos en libertad se reubicaron en prisiones y "Talleres Penitenciarios para la Redención de la Pena" repartidos por todo el país para continuar cumpliendo sus condenas. Tras la liberación de sus presos comunes y la reubicación de los restantes, el Campo de Concentración de Alcalá de Henares fue reconvertido en centro penitenciario bajo el nombre de "Talleres Penitenciarios de Alcalá". La cifra total de reclusos que cumplieron condena desde 1939 hasta 1948 es incierta pero para 1940 cumplían aquí condena cerca de 2.800 reclusos, que realizaban trabajos forzosos en la imprenta del taller. Desde 1948 sus instalaciones son parte del conjunto que forma el Acuartelamiento "Primo de Rivera".